# توکوگاوا موچی‌ناگا
توکوگاوا موچی‌ناگا (به ژاپنی: 徳川 茂徳 Tokugawa Mochinaga); ۱۱ ژوئن ۱۸۳۱ – ۶ مارس ۱۸۸۴) سیاستمدار اهل ژاپن در باکوماتسو بود.